# Glinzendorf
Glinzendorf è un comune austriaco di 273 abitanti nel distretto di Gänserndorf, in Bassa Austria. Tra il 1938 e il 1945 è stato accorpato alla città di Vienna.